# ドミニク・ブラウン (初代オランモア＝ブラウン男爵)
初代オランモア＝ブラウン男爵ドミニク・ブラウン（英語: Dominick Browne, 1st Baron Oranmore and Browne PC (Ire)、1787年5月28日 – 1860年1月31日）は、イギリスの政治家、貴族。メイヨー県出身でホイッグ党の庶民院議員を務めた（在任：1814年 – 1826年、1830年 – 1836年）。

## 生涯
ドミニク・ジェフリー・ブラウン（Dominick Geoffrey Browne、1826年5月8日没、ドミニク・ブラウン大佐の一人息子）と妻マーガレット（Margaret、旧姓ブラウン（Browne）、1768年7月14日 – 1838年5月29日、ジョージ・ブラウン閣下の娘）の息子として、1787年5月28日にダブリンで生まれた。1802年から1805年までイートン・カレッジで教育を受けた後、1805年から1806年までエディンバラ大学を通ったとされ、1806年7月3日にケンブリッジ大学セント・ジョンズ・カレッジに入学した。
1813年11月、メイヨー県選挙区の現職議員だったヘンリー・ディロン＝リー閣下がディロン子爵位継承により庶民院を離れた。2人区のメイヨー県選挙区ではスライゴ侯爵家（ブラウン家）が一番大きい勢力であり、ディロン子爵家、ティローリー男爵や3つの準男爵家系もいくらか勢力を有した。1801年の合同時点ではスライゴ侯爵派が2議席を占めており、1802年に1議席をディロン子爵に奪われたが、1806年に準男爵2家とティローリー男爵から支持された3人目の候補第2代準男爵サー・ジョン・エドマンド・ブラウンが現れると、スライゴ侯爵とディロン子爵が手を組んで準男爵を締め出し、さらに1807年2月にディロン子爵の法定推定相続人ヘンリー・ディロン＝リー閣下がドミニク・ブラウンの妹ヘンリエッタと結婚したことで閨閥を形成した。この結婚以降、1807年と1812年の総選挙では選挙戦がなく、両家の候補が1名ずつ当選した。そして、ヘンリー・ディロン＝リーの爵位継承による補欠選挙ではドミニク・ブラウンが両家にとって当然の候補となった。ドミニク・ブラウンは第5代準男爵サー・フランシス・バーデットと同じく急進派に属し、政府は難色を示したが、ほかの候補がいなかったから黙認することにした。一方でオドンネル準男爵家はカトリック解放支持派としてマーティン・カーワン（Martin Kirwan）を立候補させて選挙戦を挑み、政府の支持を得られなかったものの健闘し、ブラウンは4,464票対4,350票の僅差で当選した。この補欠選挙で投票期間が57日間と異例の長さになったため、ブラウンはアイルランドでの選挙投票期間を20日に制限する法案を提出して、1817年に可決させた。その後、1818年、1820年の総選挙において無投票で再選した。
補欠選挙には勝利したものの、メイヨー県選挙区の現職議員デニス・ブラウン閣下は与党を、ディロン子爵は野党を支持しており、ドミニク・ブラウンは板挟みになるように見えた。しかし実際にはすでに心を決めており、ドミニク・ブラウンは議会で急進派の一員として行動した。具体的にはカトリック解放、選挙法改正、第5代準男爵サー・フランシス・バーデットの提唱した改革に賛成、コクラン卿トマス・コクランの議会追放に反対し、アイルランド問題などそれ以外の議題でもすべて野党に同調した。1815年3月にはホイッグ党のクラブであるブルックスに加入した。この傾向はリヴァプール伯爵内閣（1812年 – 1827年）からウェリントン公爵内閣（1828年 – 1830年）まで続いた。
1826年イギリス総選挙ではカトリック救済を強調して再選を目指したが、カトリック解放を支持するビンガム卿ジョージ・ビンガムが無所属派候補として出馬、激しい選挙戦が予想された。しかしブラウンは選挙の1週間前にカトリック教会による対立候補支持と選挙戦の費用を理由に撤退し、『ダブリン・イブニング・ポスト』（Dublin Evening Post）は「メイヨーの無所属派が県の党派政治に走った結果、政府に2議席を与え、改革を着実に支持してきた議員が追い出された」と文句を言った。その後、ブラウンは1828年8月に次の総選挙での出馬を確約、1829年1月にもカトリック解放への支持で召還されたアイルランド総督初代アングルシー侯爵ヘンリー・パジェットへの支持を表明した。1830年イギリス総選挙では現職のジェームズ・ブラウン閣下とビンガム卿、そしてドミニク・ブラウンの3人が2議席を争う構図になっており、政府はビンガム卿への支持を表明したが、ビンガム卿は選挙の2週間前に急遽撤退を発表、後から選挙戦に参入した無所属派のジョセフ・マイルズ・マクドネルも政府を支持しそうになかった。3日間の投票の末、ドミニク・ブラウンは得票数2位（376票）で当選、マクドネルによる選挙申立も1831年3月にブラウンの当選が再確認される結果となった。以降1831年、1832年、1835年の総選挙で再選した。
2度目の議員期では第1回選挙法改正を支持、アイザック・ガスコインによる（選挙法改正を失敗させるための）修正動議に反対票を投じた。これにより1831年の総選挙では得票数2位から1位に躍進した。1831年の総選挙以降も引き続き選挙法改正を支持、アイルランドの十分の一税改革をめぐっては廃止を支持した。1834年11月7日、アイルランド枢密院の枢密顧問官に任命された。
1836年5月4日、アイルランド貴族であるゴールウェイ県におけるキャラブラウン・キャッスルおよびメイヨー県におけるキャッスル・マクギャレットのオランモア＝ブラウン男爵に叙された。1800年合同法の施行以降、新しいアイルランド貴族爵位の創設には3つのアイルランド貴族爵位の廃絶が必要であり、オランモア＝ブラウン男爵の創設はマンスター伯爵、バーンウォール子爵、コノート伯爵の廃絶を根拠とした。このうち、マンスター伯爵位はウィリアム4世の即位とともに王位に統合された爵位であり、『完全貴族要覧』第2版（1945年）によれば「王位に統合された爵位は消滅する」の原則が公式に承認された形である。
1860年1月30日にブライトンで死去、息子ジェフリーが爵位を継承した。

## 人物
ケンブリッジ大学在学中は「陽気だが不器用」と評された。
ブラウンと同じく急進派に属した初代ブロートン男爵ジョン・ホブハウスには見下ろされ、「選挙法改正に関してはまったくの初心者であり、智慧が浅く偏見に満ちた裕福な人を説得するのはなかなか不快」と酷評された。

## 家族
1811年5月5日、キャサリン・アン・イザベラ・マンク（Catherine Anne Isabella Monck、1785年8月17日 – 1865年7月22日、ヘンリー・マンクの長女）と結婚、2男3女をもうけた。
- エリザベス・アラミンタ（Elizabeth Araminta、1811年[8]）
- ヘンリエッタ・アラミンタ・マンク（Henrietta Araminta Monck、1816年 – 1869年3月1日） - 1845年4月17日、チャールズ・ウィリアム・リドリー（英語版）（1867年2月1日没）と結婚[8]
- ジェフリー・ドモニク・オーガスタス・フレデリック（1819年6月8日 – 1900年11月15日） - 第2代オランモア＝ブラウン男爵[2]
- マーガレット・エリザベス・キャサリン・オーガスタ（1821年 – 1842年7月29日[8]）
- ヘンリー・ジョージ・マンク（1824年 – 1843年11月21日[8]）

このほか、のちにアメリカ連合国で要職を務めたウィリアム・モンタギュー・ブラウン（1823年7月7日 – 1883年4月28日）を「オランモア＝ブラウン男爵D・ジェフリー・ブラウン」の息子とする文献が存在する。